# Gérald Lacroix
Gérald Cyprien Lacroix (n. Saint-Hilaire-de-Dorset, Quebec, Canadá, 27 de julio de 1957) es un cardenal católico y teólogo canadiense. Desde el año 1975 es miembro del Instituto Secular Pío X, del cual ha ocupado numerosos cargos pastorales.
El 7 de abril de 2009 fue nombrado obispo titular de Ilta y obispo auxiliar de Quebec. El 22 de febrero de 2011, sucediendo a Marc Ouellet, fue nombrado nuevo arzobispo de Quebec y Primado de Canadá.
En el consistorio del 22 de febrero de 2014, el papa Francisco lo elevó al rango de cardenal.

## Biografía

### Primeros años y formación
Nacido en el municipio canadiense Saint-Hilaire-de-Dorset de la provincia de Quebec en el año 1957, es proveniente de ascendencia francesa.
Durante su juventud residió en Estados Unidos, donde completó su educación secundaria en la Trinity High School de Mánchester (Nuevo Hampshire) y también en el Colegio San Anselmo de Goffstown. Seguidamente pasó a realizar sus estudios universitarios, licenciándose en teología y obteniendo una maestría en teología pastoral en 1975 por la Universidad Laval de la ciudad de Quebec. 

### Vida religiosa
En 1975 fue aceptado en el Instituto Secular Pío X perteneciente a la Arquidiócesis de Quebec, tomando los votos perpetuos en 1982 y donde realizó sus estudios eclesiásticos y del cual fue en 1982 nombrado Secretario General y en 1985 Director del Consejo General y de la formación cristiana del instituto y del centro espiritual hasta 1987, un año más tarde fue ordenado sacerdote el día 8 de octubre de 1988 por el arzobispo diocesano Mons. Maurice Couture.
Tras su ordenación inició su ministerio sacerdotal trabajando como sacerdote en el Instituto Pío X. En 1990 se trasladó para trabajar en el instituto de Colombia, del que pasó a ser director general hasta finales de 2009.

## Episcopado

### Obispo auxiliar de Quebec
El día 7 de abril del año 2009, el papa Benedicto XVI lo nombró obispo titular de Ilta y también obispo auxiliar de Quebec, recibiendo la consagración episcopal el 24 de mayo de ese año a manos del cardenal Marc Ouellet y teniendo como co-consagrantes a mons. Maurice Couture y a mons. Gilles Lemay, siendo el primer obispo de la arquidiócesis en pertenecer a un instituto secular.

### Arzobispo de Quebec
Posteriormente el día 30 de junio de 2010, el cardenal y el entonces arzobispo de Quebec Marc Ouellet se trasladó a Roma para ser Prefecto de la Congregación para los Obispos quedando la arquidiócesis en periodo vacante la cual Gérald fue designado por el colegio de consultores como Administrados Diocesano y uno de los co-copresidentes de la Comisión de Vida y la Familia de la Conferencia Episcopal de Canadá, finalmente en sucesión de Marc Ouellet Benedicto XVI lo nombró el 22 de febrero de 2011 como nuevo Arzobispo de Quebec e igualmente a su vez Primado de Canadá. Tras su nombramiento afirmó: que continuaría la obra de su predecesor y que reenvangelizaría la provincia y señaló que está a favor de dar un enfoque basado en el debate y que intentaría ser diferente y que va a predicar el evangelio pero si alguien espera algo más dijo que van a estar decepcionados. Tomó posesión de la archidiócesis durante una ceremonia celebrada en la basílica de Notre-Dame de Quebec el 25 de marzo siguiente. El 11 de abril fue recibido en audiencia por el papa. Recibió el palio del papa Benedicto XVI el 29 de junio de 2011, festividad de los santos Pedro y Pablo en Roma, junto con todos los demás arzobispos metropolitanos nombrados desde 2010.

### Cardenalato
Durante el rezo del Ángelus el domingo día 12 de enero de 2014, el papa Francisco anunció públicamente la celebración de un nuevo consistorio para la creación de nuevos cardenales que tendrá lugar el 22 de febrero y en el que Gérald Lacroix pasará a ser uno de los nuevos purpurados de la iglesia con el título de San José en el Aurelio.
El 22 de mayo siguiente, el mismo papa lo nombró miembro de la Congregación para los Institutos de Vida Consagrada y las Sociedades de Vida Apostólica, del Pontificio Consejo para el Diálogo Interreligioso y del Pontificio Consejo para la Cultura. Tomó posesión de su título cardenalicio en una celebración celebrada el 22 de junio siguiente a las 10:30 horas.
En 2015, creó un evento benéfico llamado À la table du Cardinal (“En la Mesa del Cardenal”). Desde entonces, esta recaudación de fondos dedicada a obras sociales y comunitarias se realiza cada año en el mes de mayo.
Del 4 al 25 de octubre de 2015 participó, como miembro de nombramiento pontificio, en la XIV Asamblea General Ordinaria del sínodo de obispos, celebrada en la Ciudad del Vaticano, con el tema «La vocación y misión de la familia en la Iglesia y en el mundo contemporáneo».
El 6 de septiembre de 2016 fue nombrado miembro de la Congregación para el Culto Divino y la Disciplina de los Sacramentos, siendo confirmado como tal el 22 de febrero de 2022.
Tras el atentado a la Gran Mezquita de Quebec en enero de 2017, recibió del papa un telegrama de condolencia e intentó un acercamiento con la comunidad musulmana y celebró una misa especial en memoria de las víctimas. En abril de ese año fue objeto de acoso y amenazas de muerte por parte de un individuo debido a un conflicto por un proceso de divorcio.
El 28 de agosto de 2018 fue nombrado miembro del Dicasterio para los Laicos, la Familia y la Vida ad quinquennium.
El 27 de abril de 2019 fue confirmado como miembro del Pontificio Consejo de la Cultura ad aliud quinquennium.
El 28 de mayo de 2019 fue confirmado como miembro de la Congregación para los Institutos de Vida Consagrada y las Sociedades de Vida Apostólica in aliud quinquennium.
El 14 de julio de 2020 fue nombrado miembro del Consejo de Asuntos Económicos de la Santa Sede ad quinquennium.
El 22 de noviembre de 2022 fue nombrado miembro del Dicasterio para la Cultura y la Educación ad quinquennium.
El 7 de marzo de 2023 fue nombrado miembro del Consejo de Cardenales, ad quinquennium.

El 28 de agosto de 2023 fue confirmado como miembro del Dicasterio para los Laicos, la Familia y la Vida, ad aliud quinquennium.

## Posiciones

### Carta de Valores de Quebec
En 2014, afirmó ser crítico con la Carta de Valores de Quebec propuesta por el gobierno de Marois. Hablando a favor de la neutralidad religiosa de los empleados estatales en posiciones de poder, añade, sin embargo, que el proyecto de ley no debería aplicarse a todos los funcionarios. La Asamblea de Obispos Católicos de Quebec presenta un memorando a tal efecto.

### Asistencia médica al morir
Desde 2013, se opone a la ley sobre cuidados al final de la vida (también conocida como Proyecto de ley 52) en Quebec y a la legalización de la eutanasia. Afirma que “el acto de poner fin a una vida no es asistencia médica”. En 2015, argumentó que algunas personas mayores creen que esta ley está motivada por la pesada carga fiscal que representa el envejecimiento de la población y tiene como objetivo “deshacerse de ellos” en lugar de ofrecerles mejores servicios paliativos. En 2016, se opuso al proyecto de ley C-14 en Quebec, otra ley federal que permite la asistencia médica al morir.

## Controversias
El 22 de febrero de 2017, reaccionó tras una demanda presentada contra el Instituto Secular Pío X del que era director. Una presunta víctima de agresión sexual afirma que Lacroix le animó a perdonar a su agresor más que a denunciarlo. Él responde que nunca ha “tratado de animar a la gente a guardar silencio”. El 23 de marzo de 2021, el Tribunal Superior de Quebec concluyó “la ausencia de responsabilidad del Instituto, ya sea directamente o como mandante”.

## Acusaciones de abuso sexual
El 25 de enero de 2024, Lacroix fue nombrado en una demanda colectiva de 147 víctimas de abuso sexual presentada contra la Arquidiócesis de Quebec, alegando que se sobrepasó sexualmente con una joven de 17 años en 1987 y 1988, acusaciones que Lacroix ha negado desde entonces. La mujer anónima aún no ha presentado ningún informe a la policía ni a la Iglesia. Si bien Lacroix negó las acusaciones en su contra, anunció que se retirará temporalmente de sus funciones como arzobispo de Quebec, aunque sigue participando en el Consejo de Cardenales.
El 8 de febrero de 2024, el Papa Francisco encargó a André Denis, juez jubilado del Tribunal Superior de Quebec, que investigue la verosimilitud de las acusaciones contra el cardenal Lacroix, investigación que podría conducir a la apertura de un proceso canónico. Alain Arsenault, uno de los abogados implicados en la demanda colectiva contra la arquidiócesis de Quebec, menciona “sus dudas sobre la credibilidad y la independencia de una investigación de este tipo”. Indica que la supuesta víctima de Gérald Cyprien Lacroix no se reunirá con el investigador. El 21 de mayo de 2024, se publicó la conclusión de esta investigación: “no permite identificar ningún acto de mala conducta o abuso por parte del cardenal Gérald Cyprien Lacroix”. La resolución fue confirmada por la Oficina de Prensa de la Santa Sede. El 23 de julio de 2024, dos meses después de que el Vaticano archivara esta investigación, el cardenal Lacroix retomó sus funciones como arzobispo de Quebec, mencionando que lo que ha pasado "ha sido un camino difícil, pero las conclusiones de la investigación del juez Denis, el apoyo de quienes me rodean y la posibilidad de hacerme escuchar que podría derivarse de la solicitud de intervención me llevan a retomar con calma mi ministerio". Seguidamente, anunció que presidirá la Misa solemne de la fiesta de Santa Ana en la Basílica de Sainte-Anne-de-Beaupré, que se celebrará el 26 de julio.

## Condecoraciones
| Distinción                                             | Periodo               |
| ------------------------------------------------------ | --------------------- |
| Gran Prior de la Orden del Santo Sepulcro de Jerusalén | 22 de febrero de 2011 |

- Doctor honoris causa del Colegio San Anselmo de Goffstown, 2011.